# Joaquín de la Pezuela
Joaquín de la Pezuela, né à Naval, Espagne, en 1761, et mort à Madrid en 1830, marquis de Viluma, est un général espagnol et vice-roi du Pérou durant les guerres d'indépendance en Amérique du Sud.
Il est le père de Juan de la Pezuela.

## Biographie

### Début de carrière
Né dans une famille d'hidalgos, Joaquín de la Pezuela fait des études militaires au Collège d'artillerie de Ségovie et participe au siège de Gibraltar puis à des combats contre les Français au Pays basque et en Navarre en 1793 et 1794. Il part pour l'Amérique du Sud en 1805 en tant que commandant de l'armée du Haut-Pérou. Le vice-roi du Pérou José Fernando de Abascal y Sousa le nomme ensuite à la tête de l'artillerie royale, qu'il réorganise totalement avant d'être promu brigadier en 1813.
Il combat les insurgés dans le Haut-Pérou et remporte les batailles de Vilcapugio (19 octobre 1813) et d'Ayohuma (14 novembre 1813) contre l'armée de Manuel Belgrano. Poursuivant sa marche vers le sud, il occupe Salta le 25 juillet 1814 mais est forcé de regagner les hauts plateaux devant le harassement constant auquel il est soumis par les gauchos de Martín Miguel de Güemes. 

### Vice-roi du Pérou
Le 28 novembre 1815, il remporte une victoire décisive à la bataille de Sipe-Sipe, infligeant aux insurgés l'une de leurs pires défaites de la guerre. Grâce à ce succès, il est promu lieutenant-général en 1816 et reçoit le titre de marquis de Viluma. Il succède à José Fernando de Abascal y Sousa au poste de vice-roi du Pérou le 7 juillet 1816.
Impuissant à arrêter la série de victoires des insurgés, il doit évacuer Callao en 1819 devant l'escadre de Thomas Cochrane. Les relations qu'il entretient avec son commandant en second, José de la Serna, se détériorent en raison de leur opposition politique (Pezuela est un absolutiste alors que de la Serna est un libéral). Après avoir tenté de le renvoyer en Espagne, Pezuela est contraint de nommer José de la Serna lieutenant-général devant la pression de ses partisans. Devant les succès de l'armée de José de San Martin, la plupart des officiers supérieurs présentent à Pezuela une pétition, le 29 janvier 1821, afin qu'il laisse son poste de vice-roi à de la Serna. Voyant qu'il est incapable de maintenir son autorité, Pezuela abandonne le pouvoir.
Il rentre en Espagne en 1825 et est nommé capitaine-général de la Nouvelle-Castille. Il meurt à Madrid en 1830.